# 山口佳南
山口 佳南（やまぐち かな、1998年4月16日 - ）は、日本のモデル、タレント。
富山県氷見市出身。ATGファクトリー所属。
氷見市観光大使、いしかわ観光特使も務める。
準ミス・ワールド2020日本代表。2022年9月22日ミス・ワールドジャパン2022日本代表に決定した。

## 略歴
小学校1年でハンドボールを始める。高校時代は陸上・やり投げで北信越大会出場。金沢星稜大学スポーツ学科に進み、大学1年春からハンドボール部の主力選手となる。全日本学生選手権に出場。3年秋から主将を務める。
スカウトをきっかけに『ミス・ワールド2020』に出場。石川大会でグランプリ受賞、日本大会では準ミス・ワールド日本代表受賞。
北陸ではレギュラー番組、CMなどに出演し知名度を得る。
「スポーツと美」を掲げ2021年大学卒業を機に東京に拠点を移す。
現在も出身地である富山県氷見市の活動も継続して行っている。

## 人物
身長は160cm。特技はハンドボール。趣味は筋トレ、ランニング、料理。運動全般が得意であり、ミス・ワールド2020では準ミス・ワールド日本代表と共にミス・ワールド2020スポーツ部門1位受賞をしている。

## 出演

### 受賞
- ミス・ワールド2020石川大会グランプリ受賞
- ミス・ワールド2020準ミスワールド日本代表受賞
- ミス・ワールド2020スポーツ部門1位受賞

### テレビ
- サンデーひみ（能越ケーブルTV）- レギュラー出演[8]
- リフレッシュ（石川テレビ）
- 恋と友情のあいだで（2022年、フジテレビTWO×ひかりTV共同制作ドラマ）[9]

### 広告
- アダストリア「ドットエスティ」
- アイリスオーヤマ/AIインタラクティブボード
- 西松屋
- 日本ロレアル
- アクアクララ
- イトーヨーカドー「洗えるカシミヤセーター」篇
- Amwayニュートリライトキャンペーン
- サントリー「レモスパ」
- テイクアンドギヴ・ニーズ
- アルカンシエル金沢
- hummel*WAYZ[10]
- ケンケン・リフォーム
- CareeTern

### イベント
- 石川県庁 - 表敬訪問&観光特使任命
- 氷見市役所 - 表敬訪問＆観光大使任命
- 高岡税務署 - 確定申告推進[11]
- 氷見警察署 - 1日警察署長：交通安全[12]

### マガジン
- 月刊北國アクタス2月号 - 表紙
- 月刊北國アクタス12月号

### MV
- 北日本新聞
- 中日新聞
- 北國新聞社